# Олтон (Иллинойс)
О́лтон (англ. Alton) — город в штате Иллинойс (США). Он расположен на реке Миссисипи в округе Мадисон. В 2010 году в городе проживало 27 865 человек. Олтон является центром переработки сырой нефти.

## История
Олтон был основан в 1837 году. Он стал местом дебатов между Авраамом Линкольном и Стивеном Дугласом. 
В 1959 году город был награждён премией «All-America City Award» (с англ. — «Всеамериканский город») присуждаемой Национальной гражданской лигой, которую неофициально называют «Нобелевской премией за конструктивное гражданство» и которая выдается за активную гражданскую позицию жителей некорпоративных сообществ Соединённых Штатов в жизни местного самоуправления. 
В городе находится центр искусств Джейкоби, три исторических района, Олтоновский музей истории и искусства, монумент Илайю Лавджою, амфитеатр Олтона.

## География
Олтон расположен на юго-западе штата Иллинойс в округе Мадисон в 25 милях от Сент-Луиса. По данным Бюро переписи населения США город имеет общую площадь в 43,35 квадратных километров из которых 7,56 % составляет вода.

## Население
По данным переписи 2010 года население Олтона составляло 27 865 человек (из них 47,8 % мужчин и 52,2 % женщин), в городе было 11 734 домашних хозяйства и 6854 семей. Расовый состав: белые — 68,5 %, афроамериканцы — 26,6 %, коренные американцы — 0,2 %, азиаты — 0,5 % и представители двух и более рас — 3,7 %.
Из 11 734 домашних хозяйств 33,7 % представляли собой совместно проживающие супружеские пары (11,9 % с детьми младше 18 лет), в 19,2 % домохозяйств женщины проживали без мужей, в 5,6 % домохозяйств мужчины проживали без жён, 41,6 % не являлись семьёй. В среднем домашнее хозяйство ведут 2,33 человек, а средний размер семьи — 3,00 человек.
Население города по возрастному диапазону по данным переписи 2010 года распределилось следующим образом: 24,1 % — жители младше 18 лет, 3,9 % — между 18 и 21 годами, 58,1 % — от 21 до 65 лет и 13,9 % — в возрасте 65 лет и старше. Средний возраст населения — 36,0 года. На каждые 100 женщин в Олтоне приходилось 91,6 мужчин, при этом на 100 совершеннолетних женщин приходилось 87,1 мужчин сопоставимого возраста.
В 2014 году из 21 650 трудоспособных жителей старше 16 лет имели работу 10 995 человека. При этом мужчины имели медианный доход в 42 212 долларов США в год против 33 483 долларов среднегодового дохода у женщин. В 2014 году медианный доход на семью оценивался в 43 874 $, на домашнее хозяйство — в 36 076 $. Доход на душу населения — 20 515 $. 19,5 % от всего числа семей в Олтоне и 24,5 % от всей численности населения находилось на момент переписи за чертой бедности.
Динамика численности населения:
|  |